# Mattachine Society
Mattachine Society war die erste Homosexuellen-Organisation in den Vereinigten Staaten.
Die Organisation wurde von Harry Hay mit einigen Freunden gegründet. Die erste Gruppe traf sich am 11. November 1950 in Silver Lake in Los Angeles. Zu dieser Gruppe gehörten Harry Hay, Rudi Gernreich, Bob Hull, Chuck Rowland und Dale Jennings. Die Organisation wurde erst 1954 rechtlich eingetragen, als eine andere Gruppe die Leitung übernahm.
Mehrere andere verbundene Organisationen wurden kurz danach in anderen Städten wie San Francisco, New York City, Boston, Chicago, Denver, Philadelphia und Washington gegründet. Das vorrangige Ziel war öffentliche Akzeptanz für Homosexualität in der Gesellschaft zu erreichen. Im Manifest der Organisation schrieben die ersten Mitglieder:

“physiological and psychological handicaps need be no deterrent in integrating 10 percent of the world’s population towards the constructive social progress of mankind.”

„physiologische und psychologische Schwächen brauchen uns nicht davon abzuhalten, 10 Prozent der Weltbevölkerung zu einer konstruktiven sozialen Entwicklung der Menschheit hin zu integrieren.“

Die Organisation publizierte das Magazin The Mattachine Review.

## Namensgebung
Der Name der Organisation Mattachine Society stammt von Harry Hay. Nach Angaben Hays beruht dieser auf einer französischen Gruppe von Maskierten der Renaissance und des Mittelalters, die er zu jener Zeit studierte, während er sich auf einen Kurs über die Geschichte populärer Musik vorbereitete. 1976 wurde Hay in einem Interview mit Jonathan Ned Katz nach dem Hintergrund des Namens befragt. Hay erwähnte die in der Renaissance bestehende französische Gruppe Sociétes Joyeux:

“One masque group was known as the ′Société Mattachine’. These societies, lifelong secret fraternities of unmarried townsmen who never performed in public unmasked, were dedicated to going out into the countryside and conducting dances and rituals during the Feast of Fools, at the Vernal Equinox. Sometimes these dance rituals, or masques, were peasant protests against oppression — with the maskers, in the people’s name, receiving the brunt of a given lord’s vicious retaliation. So we took the name Mattachine because we felt that we 1950s Gays were also a masked people, unknown and anonymous, who might become engaged in morale building and helping ourselves and others, through struggle, to move toward total redress and change.”

„Eine der maskierten Gruppen war als Société Mattachine bekannt. Diese Gesellschaften – lebenslange Geheimbünde von unverheirateten Männern, die sich nie unmaskiert trafen – hatten den Zweck, gemeinsam die Stadt zu verlassen, um auf dem Land während der Narrenfeste zur Zeit der Sonnenwende Tänze und Riten zu veranstalten. Manchmal stellten diese Tanzrituale oder Maskenspiele den Protest der Landbevölkerung gegen die Unterdrückung dar – wobei die Maskierten, stellvertretend für die Bevölkerung, den Großteil der brutalen Vergeltung des jeweiligen Landesherren abbekamen. Deswegen nannten wir uns Mattachine, da wir der Meinung waren, dass wir Schwulen der 1950er Jahre ebenfalls maskierte Menschen waren, unbekannt und anonym, die sich möglicherweise in den moralischen Aufbau einbringen und anderen und sich selbst helfen können, sich mühevoll auf eine vollständige Wiedergutmachung und Veränderung zu zu bewegen.“

Diese französische Gruppe war benannt nach Mattaccino (in englischer Sprache Mattachino), einem Charakter im italienischen Theater. Mattaccino war eine Art von Narr, der die Wahrheit vor dem König aussprach, wenn es kein anderer wagte.
Die mattachin (vom arabischen Wort mutawajjihin – „Maskenträger“) waren ursprünglich maurische Schwert-Tänzer, die farbenreiche Kostüme und Masken trugen.
Die Mattachine Society benutzte sogenannte Harlekin-Rauten als ihr Emblem.

## Ziele der Organisation
Die Mattachine Society wollte die Gesellschaft in den Vereinigten Staaten zu mehr Akzeptanz gegenüber Homosexualität liberalisieren und bot eine Reihe von Dienste und Beratungen für die schwule Community an. Die Organisation betrieb auch Lobbyarbeit, um die Aufhebung der Strafbarkeit von Homosexualität in den Bundesstaaten der Vereinigten Staaten zu erreichen.

## Verbindungen und Entwicklung der Organisation bis Stonewall
Viele der Gründungsmitglieder von Mattachine Society waren mit dem Kommunismus verbunden. Die Organisation basierte am Anfang ihrer Entstehung auf der Zellstruktur der Kommunistischen Partei der USA.
Als die Auswirkungen der McCarthy-Ära sich in den Vereinigten Staaten   sich verstärkten, waren einige Mitglieder wie auch Unterstützer über die Assoziierung von Mattachine Society mit dem Kommunismus besorgt. Hay, seit 15 Jahren ein ausgewiesenes Mitglied der Kommunistischen Partei der USA,  legte daraufhin den Vorsitz in der Mattachine Society nieder. Die Leitungsstruktur wurde in den Folgejahren weniger stark vom Kommunismus beeinflusst und stärker von einer gemäßigten Ideologie geprägt, die ähnlich sich ausprägte, wie die damals bestehenden Bürgerrechtsbewegungen der Afroamerikaner.
Obgleich Harry Hay erklärte, er habe zuvor nie von der ersten jemals existierenden Schwulenbewegung in Deutschland (siehe deutsche Aktivisten wie Adolf Brand, Magnus Hirschfeld, und Leontine Sagan) gehört, ist bekannt, dass er mit deutschen Immigranten in den Vereinigten Staaten, wie unter anderem Rudi Gernreich, darüber sprach.
Zunächst bestand Mattachine Society als einzelne, nationale Organisation mit Sitz in Los Angeles. Ab 1956 entwickelten sich weitere Gruppen: zunächst in San Francisco, dann folgten Gruppen in New York City, Washington, Chicago und weiteren Orten. 1961 kam es zu einem inneren Konflikt in der Organisation. Die Gruppe aus New York City trennte sich und benannte sich um in "Mattachine Society of New York, Inc."
Aus einem weiteren internen Konflikt innerhalb der Organisation resultierte die Gründung einer weiteren neuen Organisation mit dem Namen ONE, Inc. ONE unterstützte auch Frauen und gemeinsam mit Mattachine halfen sie der lesbischen Organisation Daughters of Bilitis 1956 das Journal The Ladder herauszubringen. Daughters of Bilitis war der lesbische Gegenpart zu Mattachine Society und bei verschiedenen Kampagnen arbeiteten die beiden Organisation zusammen. Unter einer veränderten neuen Leitung gerieten aber die Daughters of Bilitis in den frühen 1970ern in heftige Kritik durch die neuen feministischen Organisationen, da diese die Zusammenarbeit von Daughters of Bilitis und Mattachine Society nicht unterstützten. Des Weiteren arbeitete Mattachine Society in den 1960ern mit anderen Gruppen im ECHO (East Coast Homophile Organizations) zusammen.

## Weitere Entwicklung nach Stonewall
Ab Mitte der 1960er und insbesondere nach Stonewall verlor Mattachine Society innerhalb der Community an Einfluss. Die Organisation galt insbesondere jüngeren LGBT-Aktivisten als zu angepasst, veraltet und harmlos, da diese nach Ansicht dieser neuen Generation nicht genug auf Konfrontation zur Gesellschaft ging. Eine neuere kämpferische Generation von Aktivisten (infolge des Vietnamkrieges, der sexuellen Revolution) entstand.

## Weiterführende Literatur
- Nan Alamilla Boyd: Wide Open Town: A History of Queer San Francisco to 1965. University of California Press, 2003, ISBN 0-520-20415-8.
- Vern Leroy Bullough (Hrsg.): Before Stonewall: Activists for Gay and Lesbian Rights in Historical Context. Harrington Park Press, 2002, ISBN 1-56023-192-0.
- John D’Emilio: Sexual Politics, Sexual Communities. University of Chicago Press, 1998, ISBN 0-226-14267-1 (Erstausgabe:  1981).
- Wayne R. Dynes (Hrsg.): Encyclopedia of Homosexuality. Garland Pub, New York 1990, ISBN 0-8240-6544-1.
- Warren Johansson, William Armstrong Percy: Outing: Shattering the Conspiracy of Silence. Haworth Press, New York 1994, ISBN 1-56024-419-4.
- David Johnson: The Lavender Scare. The Cold War Persecution of Gays and Lesbians in the Federal Governement. University of Chicago Press, Chicago 2004, ISBN 0-226-40481-1.
- Martin Meeker: Contacts Desired: Gay and Lesbian Communications and Community, 1940s–1970s. University of Chicago Press, Chicago 2006, ISBN 0-226-51734-9.
- James T. Sears: Behind the Mask of the Mattachine. Harrington Park Press, New York 2006, ISBN 1-56023-186-6.